# دنیک کرکدیک
دنیک کرکدیک (انگلیسی: Danique Kerkdijk؛ زادهٔ ۱ مهٔ ۱۹۹۶) بازیکن فوتبال اهل پادشاهی هلند است.
از باشگاه‌هایی که در آن بازی کرده‌است می‌توان به باشگاه فوتبال برایتون اند هوو آلبیون اشاره کرد.
وی همچنین در تیم‌های ملی فوتبال زنان هلند، و زنان هلند، بازی کرده‌است.